# Île de la Gonâve
Die Île de la Gonâve (früher Île de la Gonaïve) ist eine Insel der Großen Antillen in der Karibik, die zum Staatsgebiet Haitis zählt. Die Insel stellt ein Arrondissement im haitianischen Département Ouest dar und besteht aus den Kommunen Anse-à-Galets (Hauptstadt des Arrondissements) und Pointe-à-Raquette. Die Postleitzahlen auf der Île de La Gonâve beginnen mit 65.

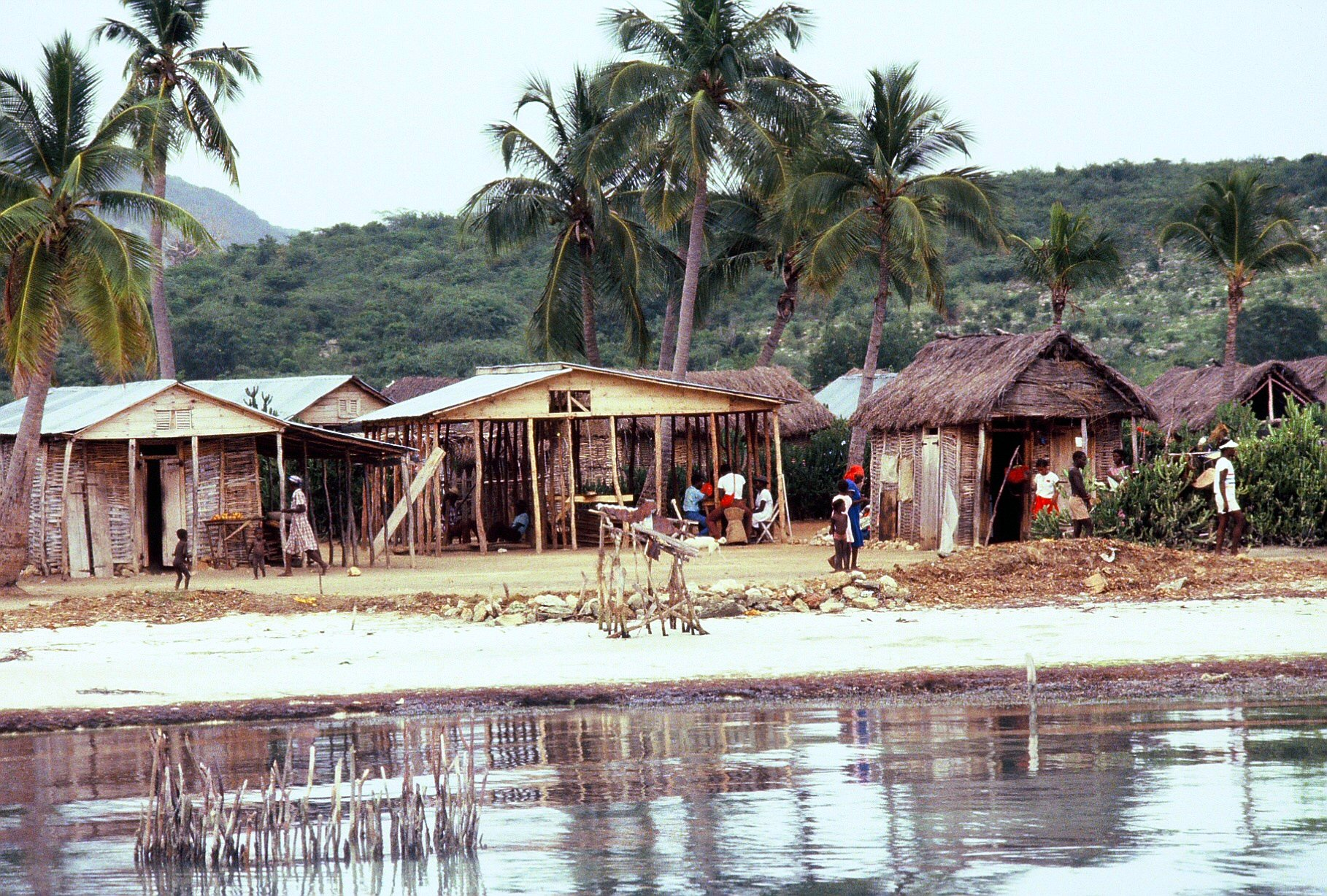
Häuser auf der Île de la Gonâve

Die 743 km² große Insel liegt 50 Kilometer westnordwestlich von der haitianischen Hauptstadt Port-au-Prince und knapp 30 km nördlich der Tiburon-Halbinsel im Golf von Gonâve, hat eine Länge von etwa 56 Kilometern und eine maximale Breite von 16 Kilometern. Sie ist damit die größte Nachbarinsel Hispaniolas, besteht großteils aus Kalkstein, ist von Riffen umgeben, in weiten Teilen arid, öde und hügelig und erreicht ihren höchsten Punkt auf einer Seehöhe von 778 Metern.
Die Insel ist durch folgende Gewässer begrenzt:
- Norden: Canal du Saint Marc
- Süden: Canal du Sud
- Westen: Golfe de la Gonâve
- Osten: Baie de Port-au-Prince

Die Jahresniederschlagsmenge beträgt höhenbedingt zwischen 800 und 1600 mm pro Jahr, wobei die höhergelegenen Regionen mehr Niederschlag erfahren. Überweidung und Wasserverschwendung beeinträchtigen das Leben der etwa 200.000 (Schätzung für 2005) Inselbewohner. Die Insel verfügt über keinerlei Fließgewässer.
Die Île de la Gonâve war das letzte Rückzugsgebiet der Taínos in Haiti, nachdem sie 1503 von Hispaniola auf die Île de la Gonâve geflüchtet waren. Von ihnen stammt die heutige Bezeichnung der Insel, welcher sie den Namen Guanabo gaben. Später war die Insel Sitz von Piraten. 1925, während der US-amerikanischen Besatzungszeit, ernannte sich der US-Offizier Faustin Wirkus zum Inselkönig Faustino II („le roi blanc de la Gonâve“), wurde jedoch 1929 von der haitianischen Regierung vertrieben. Infolge eines Orkans, der 1976 Teile Südhaitis verwüstete, siedelten sich Überlebende auf der Île de la Gonâve an und gründeten die ersten landwirtschaftlichen Dörfer der Insel.